# Coniopteryx portilloi
Coniopteryx portilloi är en insektsart som beskrevs av Monserrat 1982. Coniopteryx portilloi ingår i släktet Coniopteryx och familjen vaxsländor. Inga underarter finns listade i Catalogue of Life.